# Gopherschildpadden
Gopherschildpadden (Gopherus) zijn een geslacht van schildpadden uit de familie landschildpadden. De soorten staan ook wel bekend als de woestijnschildpadden omdat ze allemaal in zeer droge omgevingen leven. De groep werd voor het eerst wetenschappelijk beschreven door Constantine Samuel Rafinesque-Schmaltz in 1832.

## Leefwijze
Het voedsel bestaat voornamelijk uit plantaardig materiaal zoals schijfcactussen, soms wordt ook wel dierlijk materiaal gegeten. Alle soorten schuilen voor de zon en graven holen of gebruiken die van andere dieren, hieraan is ook de naam gopherschildpadden te danken; ze zijn vernoemd naar de gravende knaagdieren uit de familie Geomyidae, die gophers (goffers) worden genoemd in de Engelse taal.

## Verspreiding en leefgebied
De soorten komen alleen voor in de Verenigde Staten en Mexico, en leven in droge en zanderige omgevingen zoals halfwoestijnen.
Gopherschildpadden zijn de enige vertegenwoordigers uit de familie landschildpadden die in Noord-Amerika voorkomen. Alle soorten zijn beschermd en mogen niet zomaar worden uitgevoerd. Er zijn zes soorten, inclusief de soort Gopherus morafkai die pas in 2011 wetenschappelijk werd beschreven. In veel literatuur zijn daarom maar vier soorten bekend.

## Taxonomie
Geslacht Gopherus
- Soort Woestijnschildpad (Gopherus agassizii, de Verenigde Staten en Mexico)
- Soort Texasschildpad (Gopherus berlandieri, de Verenigde Staten en Mexico)
- Soort Gopherus evgoodei (Sonora en Sinaloa in Mexico)
- Soort Mexicaanse reuzengopherschildpad (Gopherus flavomarginatus, Mexico)
- Soort Gopherus morafkai (de Verenigde Staten)
- Soort Gopherschildpad (Gopherus polyphemus, de Verenigde Staten)